# أوستن زاجور
أوستن زاجور (بالإنجليزية: Austin Zajur)‏، من مواليد 12 أغسطس 1995، هو ممثل أمريكي. عُرف بأدواره في أفلام مثل اشتباك بالأيدي (2017) و قصص مخيفة تحكى في الظلام (2019)، والبرامج التلفزيونية مثل نقطة الشرف (2015) و يمازج (2018).

## روابط خارجية
- أوستن زاجور على موقع IMDb (الإنجليزية)
- أوستن زاجور على موقع ميتاكريتيك (الإنجليزية)
- أوستن زاجور على موقع روتن توميتوز (الإنجليزية)
- أوستن زاجور على موقع ألو سيني (الفرنسية)
- أوستن زاجور على موقع قاعدة بيانات الفيلم (الإنجليزية)
- أوستن زاجور على موقع كينوبويسك (الروسية)